# 7 mill. HK - En film om Burmeister & Wain
7 mill. HK - En film om Burmeister & Wain er en dansk dokumentarfilm fra 1943 om skibsværftet Burmeister & Wain med instruktion og manuskript af Theodor Christensen.
Filmen står som et markant eksperiment i en periode i dansk dokumentarfilm, hvor teorier omkring sammenhængen mellem billede og lyd (bl.a. russeren Eisensteins montage-teorier) blev afprøvet..

## Handling
Filmen er en hyldest til fremskridtet. Til teknikken, der kan gøre underværker og til arbejderne, der fyldt med optimisme og glæde "skaber langt større produktivitet end for 100 år siden". 1911 er det årstal, der fokuseres på i filmens start. Det var her, at verdens første oceangående motorskib Selandia blev færdigt. Fra dette årstal gås tilbage i tid til det 19. århundrede, dampens historie, og skibsmotorens historie fortælles. Rudolf Diesel kommer til, og hans opfindelse får betydning for B & W og de resultater, der præsenteres. Det 20. århundrede er 'fartens århundrede', deklamerer filmen - og 7 mill. hestekræfter er det arbejdsresultat, der bygges videre på i dag. Filmen følger bygningen af et skib i detaljer og er både instruktiv og og begejstret i sin tro på fremtiden. 